# Tetrahymena
Тетрахимены (лат. Tetrahymena) — род преимущественно свободноживущих пресноводных ресничных инфузорий, включающий около 40 валидных видов. Обычны в прудах среди гниющей листвы на дне водоёмов, но найдены также в водотоках и горячих источниках. Большинство видов — микрофаги, питающиеся бактериями, однако есть также хищные виды, питающиеся другими инфузориями. Для некоторых видов описан переход к комменсализму или факультативному (возможно, иногда и облигатному) паразитизму на пресноводных беспозвоночных — улитках, личинках комаров-звонцов и др. Некоторые виды рода Tetrahymena используются как модельные организмы в биологических и медицинских исследованиях, например, Tetrahymena thermophila и Tetrahymena pyriformis.

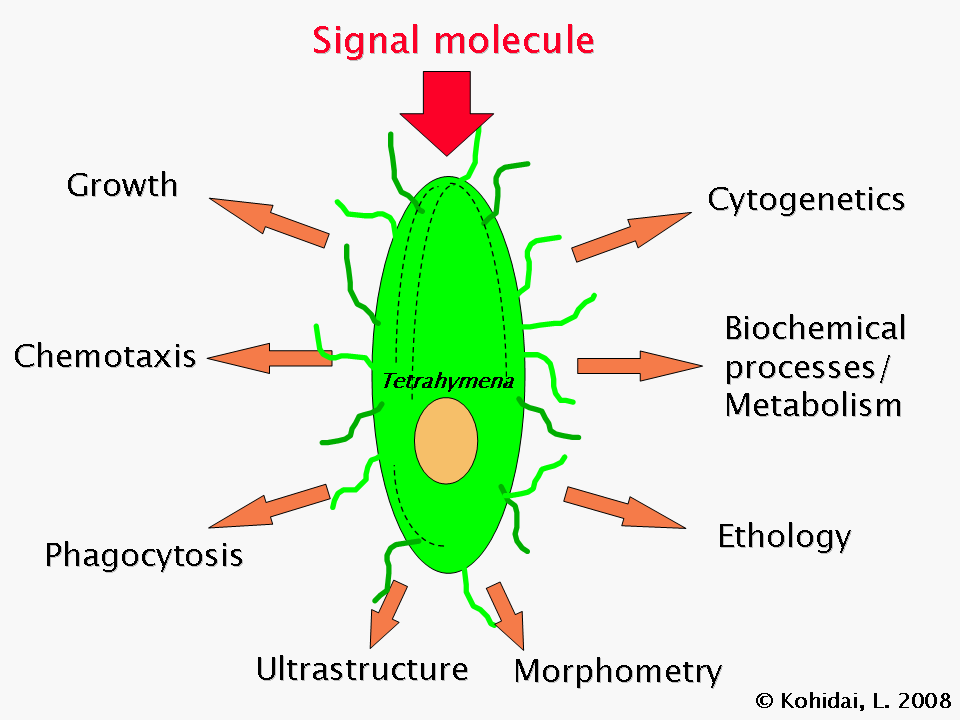
Tetrahymena используется как модельный организм в биологических и медицинских исследованиях

## T. thermophila— модельный организм в экспериментальной биологии
Как и всем инфузориям, Tetrahymena thermophila свойственен ядерный дуализм: у неё имеется два типа ядер — большое, соматическое (макронуклеус), и малое, половое (микронуклеус), которые находятся в клетке одновременно и имеют различные функции. Tetrahymena также имеет тысячи ресничек и сложные структуры цитоскелета (пелликулу, инфрацилиатуру и др.), что делает её идеальным модельным объектом для изучения систем цитоскелета.
Так как модельные виды Tetrahymena легко выращивать в больших количествах в лабораторных условиях, это отличный объект для биохимического анализа ферментов и выделения компонентов клетки. Разработаны молекулярно-генетические методы, которые позволяют модифицировать ДНК, убирать и встраивать гены путём гомологичной рекомбинации, индуцировать и репрессировать экспрессию генов, что делает тетрахимену идеальным объектом для изучения функции генов in vivo. После полного секвенирования генома макронуклеуса («начерно» осуществлённого в 2006 г.) Tetrahymena может быть использована как модельная система и в постгеномный период молекулярной биологии.
Изучение Tetrahymena внесло вклад в многие разделы биохимии и молекулярной биологии и позволило сделать ряд открытий:
1. Это были первые эукариотические клетки, чьё деление удалось синхронизировать, что позволило начать изучение механизмов контроля клеточного цикла
2. Выделены и очищены первые двигательные белки цитоскелета, например, динеин, и определена его двигательная активность
3. Исследованы детали работы лизосом и пероксисом
4. Ранние молекулярные описания перестройки соматических генов
5. Открытие молекулярной структуры теломер, фермента теломеразы, участвующей в поддержании структуры хромосом
6. Открытие каталитических РНК (рибозимов)
7. Открытие роли ацетилирования гистонов в транскрипции
8. Показана роль механизма, подобного РНК-интерференции, в формирования гетерохроматина
9. Показана роль посттрансляционной модификации (гликозилирование и ацетилирование) тубулинов и идентифицированы некоторые ферменты, отвечающие за модификацию (глутаминирование) тубулинов[2]
10. Показано, что единственный стоп-кодон УГА у тетрахимены может кодировать аминокислоту селеноцистеин (таким образом, тетрахимена оказалась первым организмом, у которого возможно считывание при транскрипции всех 64 кодонов)